# Scaphydra
Scaphydra is een kevergeslacht uit de familie Hydroscaphidae. De wetenschappelijke naam van het geslacht  werd voor het eerst geldig gepubliceerd in 1973 door Reichardt.

## Soorten
- Scaphydra angra (Reichardt, 1971)
- Scaphydra hintoni (Reichardt, 1971)
- Scaphydra pygmaea (Reichardt, 1971)